# Euagathis gracilitarsis
Euagathis gracilitarsis är en stekelart som beskrevs av Van Achterberg och Chen 2002. Euagathis gracilitarsis ingår i släktet Euagathis och familjen bracksteklar. Inga underarter finns listade i Catalogue of Life.